# Верьер (Коррез)
Верье́р (фр. Veyrières, окс. Veirièras) — коммуна во Франции, находится в регионе Лимузен. Департамент — Коррез. Входит в состав кантона Бор-лез-Орг. Округ коммуны — Юссель.
Код INSEE коммуны — 19283.
Коммуна расположена приблизительно в 380 км к югу от Парижа, в 100 км юго-восточнее Лиможа, в 55 км к северо-востоку от Тюля.

## Население
Население коммуны на 2008 год составляло 56 человек.
| 1962 | 1968 | 1975 | 1982 | 1990 | 1999 | 2008 |
| ---- | ---- | ---- | ---- | ---- | ---- | ---- |
| 78   | 89   | 86   | 69   | 71   | 66   | 56   |

## Экономика
В 2007 году среди 37 человек в трудоспособном возрасте (15-64 лет) 30 были экономически активными, 7 — неактивными (показатель активности — 81,1 %, в 1999 году было 63,6 %). Из 30 активных работали 29 человек (17 мужчин и 12 женщин), безработной была 1 женщина. Среди 7 неактивных 1 человек был учеником или студентом, 5 — пенсионерами, 1 был неактивным по другим причинам.

## Достопримечательности
- Церковь Нотр-Дам (XII век). Памятник истории с 1971 года[3]